# ユスフ・デミル
- ユスフ・デミア

ユスフ・デミル（Yusuf Demir, 2003年6月2日 - ）は、オーストリア・ウィーン出身のサッカー選手。FCバーゼル所属。オーストリア代表。ポジションはフォワード。

## クラブ経歴
7歳の時にファースト・ヴィエナFCのユースアカデミーに入所。その後2013年にSKラピード・ウィーンのユースアカデミーに加入。2018年に飛び級でU-18チームに昇格。8月25日の同リーグデビュー戦のFCアドミラ・ヴァッカー・メードリングU-18戦で、いきなりハットトリック達成。2018-19シーズン中にプロ契約を締結し、一気にチームIIに昇格。同シーズンはU-18リーグで13試合6ゴールを記録。更に2019-20シーズンには一気にトップチームに昇格。2019年12月14日のFCアドミラ・ヴァッカー・メードリング戦でブンデスリーガ初出場。同シーズンはリーグ2位に入り、UEFAチャンピオンズリーグの予備予選出場権を獲得。シーズン終盤には、早くもVfBシュトゥットガルトが、デミルの獲得に興味を持っていると報じられ、『オーストリアの新たな神童』として注目を集める。2020年9月15日の予備予選のKAAヘント戦に出場し、17歳3ヵ月13日のオーストリア人選手の欧州カップ戦の最年少初出場を達成。試合終了間際にプロ初ゴールを決めるも1-2で敗戦。19日の国内リーグ戦のSKシュトゥルム・グラーツ戦では、途中出場ながらブンデスリーガ初ゴールを決めた。11月5日のUEFAヨーロッパリーグのダンドークFC戦では、後半45分に欧州カップ戦初ゴールも決め、4-2の勝利に貢献。10代ながらチームの中心を担う活躍ぶりに、2021年3月にはFCバルセロナが、デミルの獲得を検討していると報じられた。
2021年7月8日、FCバルセロナにローン移籍で加入したことが発表。当初は傘下のFCバルセロナBに配属される予定だったが、プレシーズンでのプレーぶりが監督ロナルド・クーマンの目に留まり、そのままトップチームに帯同。2021-22シーズン開幕戦のレアル・ソシエダ戦でベンチ入りすると、8月21日のアスレティック・ビルバオ戦では、0-1で迎えた後半17分に起用され、移籍後初出場。試合はメンフィス・デパイの同点ゴールで1-1終了した。しかし、以降は出場機会を増やすことが出来なかった。
2022年1月13日、期限付き移籍の打ち切りをバルセロナが発表。ラピード・ウィーン復帰となった。
2021-22シーズン終了後はMLSへの移籍の可能性などが報じられたが、9月8日にガラタサライSKに4年契約で完全移籍することが発表された。

## 代表経歴
2018年にU-17のオーストリア代表に招集され、ゴールを量産。2020年には飛び級でU-21代表に招集された。
2021年3月28日、2022 FIFAワールドカップ・予選のフェロー諸島代表戦で代表初出場。

## 人物
- 両親はトルコからの移民で、同国の国籍も所有している。